# Tepango, Tepango de Rodríguez
Tepango är en ort i Mexiko.   Den ligger i kommunen Tepango de Rodríguez och delstaten Puebla, i den sydöstra delen av landet, 150 km öster om huvudstaden Mexico City. Tepango ligger 1 531 meter över havet och antalet invånare är 3 376.
Terrängen runt Tepango är kuperad åt nordväst, men åt sydost är den bergig. Runt Tepango är det ganska tätbefolkat, med 199 invånare per kvadratkilometer. Närmaste större samhälle är Olintla, 16,0 km nordost om Tepango. I omgivningarna runt Tepango växer i huvudsak städsegrön lövskog.